# وطى صغرتا
وطى صغرتا هي إحدى القرى اللبنانية من قرى قضاء البترون في محافظة الشمال.